# Malapterurus monsembeensis
Malapterurus monsembeensis és una espècie de peix de la família dels malapterúrids i de l'ordre dels siluriformes.

## Morfologia
Els adults poden assolir 58 cm de llargària total. Nombre de vèrtebres: 47-49.

## Distribució geogràfica
Es troba a Àfrica: riu Congo.